# Skrukli Station
Skrukli Station (Skrukli stasjon) var en jernbanestation på Valdresbanen, der lå i Søndre Land kommune i Norge.
Stationen åbnede 28. november 1902, da den første del af banen mellem Eina og Dokka blev taget i brug. Den blev nedgraderet til trinbræt 7. januar 1968. Den blev nedlagt 1. januar 1989, da persontrafikken på banen blev indstillet.
Stationsbygningen blev opført til åbningen i 1902. Den blev revet ned i 1984. Mens stationen var i drift, var der også et postkontor med postnummer 2865 Skrukli.